# فاروق كاسبوليس
فاروق كاسبوليس هو فنان كندي من أصل عراقي من أصل آشوري، اشتهر بنقوشه وتصويره الحريري.

## الحياة والمهنة
ولد كاسبوليس في بغداد، وغادر العراق في منتصف سبعينيات القرن العشرين لأسباب سياسية. وبعد إقامة قصيرة في الولايات المتحدة، اختار كندا كبلد منفاه واستقر في أوتاوا. تلقى تعليمه الفني في جامعة أوتاوا، وتخرج عام 1989 بدرجة البكالوريوس في الفنون الجميلة وتاريخ الفن.
ساهم في مجتمع الفنون في كندا من خلال مشاركته الفعالة في المراكز التي يديرها الفنانون والمنظمات المجتمعية.

يمزج بين الأيقونات العربية التقليدية والرموز الحديثة لإنتاج أعمال تعكس موضوعات المنفى والنزوح الثقافي والقضايا الاجتماعية ذات الصلة.

## عمل
يعمل كاسبوليس بالزيوت والوسائط المختلطة. كما ينفذ النقوش والتصوير الفوتوغرافي الحريري.
خلال معرضه الأوروبي الأول في لندن، إنجلترا، عام 1993، أقام علاقات مع فنانين منفيين آخرين من الشرق الأوسط، وتحديدًا من العراق. وقد شكلت هذه اللقاءات نقطة تحول في إنتاجه الفني، الذي أصبح أكثر وضوحًا من الناحية السياسية.
في عام 2001، إدرج تركيب كاسبوليس ... وفي الليل نترك أحلامنا على حافة النافذة، ذكرى مكان (2000) في المعرض الرئيسي الأراضي في داخلي: تعبيرات الفنانين الكنديين من أصل عربي ، والذي افتتح في المتحف الكندي للتاريخ بعد وقت قصير من هجمات 11 سبتمبر.
في عام 2016، عرض كاسباول أعماله في معرض "هناك مكان: فنانو أوتاوا يستجيبون لأزمة اللاجئين"، الذي أقيم في معرض 101.
شارك كاسبوليس في حوالي 20 معرضًا فرديًا وجماعيًا في كندا وإنجلترا والمجر وفرنسا وتشيلي والبرازيل.

## المعارض الفردية
- 1993- ذاكرة شخصية، جاليري الكوفة، لندن، إنجلترا
- 1995 - غير مترابط
- 2000 - الأراضي بداخلي - ذاكرة مكان
- 2003 - حالة الأشياء
- 2003 - بينالي القاهرة الدولي التاسع، القاهرة، مصر
- 2004 - عبور الحدود
- 2005 - آثار
- 2006 - محطم الأيقون
- 2007 - معرض بي/لونجينج أوتاوا للفنون، أوتاوا، كندا
- 2008 - السكان، مركز معرض الصور، إيلمر، كيبيك